# Matidia incurvata
Matidia incurvata là một loài nhện trong họ Clubionidae.
Loài này thuộc chi Matidia. Matidia incurvata được Eduard Reimoser miêu tả năm 1934.